# MM!
MM! (jap. えむえむっ!, Emu Emu!, M = Masochismus) ist eine von Akinari Matsuno geschriebene und von QP:flapper illustrierte Light-Novel-Reihe. Sie handelt von dem Schüler Tarō Sado, der einen extremen Hang zum Masochismus hat und sich dadurch immer wieder in ungewohnte Situationen bringt, zu denen seine Schulfreunde ebenfalls ihren Teil beitragen, da auch sie teils extreme Charakterzüge aufweisen. Die Romanreihe wurde seit 2007 von Media Factory verlegt, wo zwölf Bände bis zum September 2010 erschienen. Die Light Novel blieb jedoch unvollendet, da Matsuno unerwartet am 18. April 2011 verstarb.
Die Handlung wurde sowohl 2008 als Manga als auch durch eine von Xebec produzierte Anime-Fernsehserie adaptiert, die 2010 erschien.

## Handlung
Der Protagonist von MM! ist der Oberschüler Tarō Sado (砂戸 太郎, Sado Tarō), der seit seiner Kindheit zum Masochismus tendiert. In der Schule sieht er sich dadurch mit diversen Problemen konfrontiert, da er als pervers angesehen wird. Jedoch ist er nicht der einzige der unter einer Verhaltensstörung leidet, denn fast alle anderen auftretenden Charaktere besitzen ebenfalls ernsthafte psychische Probleme.
Aufhänger der Handlung ist die Liebe von Tarō zu einer ihm nicht namentlich bekannten Frau, der er sich jedoch nicht stellen will, solange er immer noch seinen Hang zum Masochismus verspürt. Um dagegen etwas zu unternehmen ersucht er Mio Isurugi (石動 美緒, Isurugi Mio) um Hilfe, die die Leiterin des 2. Freiwilligenclubs (第二ボランティア部, dai-ni borantia bu) ist, der sich der Probleme von Schülern annehmen soll. Jedoch besitzt Mio selbst einen Überlegenheitskomplex und hält sich für eine Göttin. Sie nutzt seine Veranlagung um diesen besonders intensiv auszuleben, wobei sie Tarō regelmäßig misshandelt und damit einen Hang zum Sadismus, teilweise aber auch Anzeichen einer Zuneigung zu ihm zeigt. Unterstützung bekommt Mio von Schulärztin Michiru Onigawara (鬼瓦 みちる, Onigawara Michiru), zu der sie eine sehr enge Beziehung hat. Michiru besitzt wie Mio eine sadistische Ader und genießt es andere Leute als Cosplayer auftreten zu lassen, um sie dabei in peinlichen Posen zu fotografieren. So entwickeln beide zusammen verschiedene Pläne um Tarō seinen Masochismus mit der Anwendung von Gewalt auszutreiben, was jedoch zweifelhaften Erfolg hat.
Bei seiner Geliebten handelt es sich aber um Tatsukichi Hayama (葉山 辰吉, Hayama Tatsukichi), seinen besten Freund und Mitschüler, der sich heimlich als Frau verkleidet. So fällt zumindest Tarōs erste Liebe schon einmal einem Crossdresser zum Opfer. Dennoch können sich die beiden Freunde auch später gut vertragen, da Tatsukichi seinerseits Tarō für eine lange Zeit, wohl wissend um seine Vorlieben, unterstützt hat.
Während Tarō den Club zum ersten Mal besuchte, begegnete er ebenfalls Mios Assistentin Arashiko Yūno (結野 嵐子, Yūno Arashiko). Yūno leidet jedoch unter Androphobie, der Angst vor Männern. So schlagen die Versuche Tarōs ihr näher zu kommen zunächst vollkommen fehl, da sich ihre Angst in extremer Gewaltbereitschaft äußert. Mit der Zeit schafft sie es teilweise dieses Verhalten Tarō gegenüber abzulegen, was jedoch bei Körperkontakt seine Grenzen hat, obwohl sie sich in ihn verliebt, es aber nicht über die Lippen bringt ihm ihre Gefühle zu offenbaren. Zu seinem Pech gesellt sich dazu Arashikos Kindheitsfreundin Yumi Mamiya (間宮 由美, Mamiya Yumi), die zunächst auf eine lesbische Beziehung zu Arashiko aus ist. Entsprechend feindselig ist sie gegenüber Tarō eingestellt. Als sie jedoch den als Frau verkleideten Tatsukichi sieht, verliebt sie sich direkt in ihn. Wohlgemerkt nicht wissend, dass er ein Mann ist.
In Band 5 gesellt sich Noa Hiiragi (柊 ノア, Hiiragi Noa) hinzu, die einen IQ von 200 besitzt aber darunter leidet, dass sie wie eine Grundschülerin aussieht. Sie verliebt sich später in Tarō. Noa leitet den Erfindungsclub mit ihrem Assistenten Yukinojō Himura (日村 雪之丞, Himura Yukinojō), der gut aussehend aber ein Lolicon und daher nur an Noa interessiert ist.
Zu diesen Kuriosen Figuren gesellen sich ebenfalls seine Schwester Shizuka Sado (砂戸 静香, Sado Shizuka) als auch seine Mutter Tomoko Sado (砂戸 智子, Sado Tomoko), die beide in ihrem Bruder bzw. Sohn verliebt und auf eine inzestuöse Beziehung aus sind. So reagieren sie überaus neidisch, sobald sich Tarō in der Nähe eines anderen Mädchens befindet. Dies gilt aber auch für die Beziehung untereinander, wo sie im ständigen Wettstreit um Tarōs Gunst stehen.

## Entstehung und Veröffentlichungen
Die von Akinari Matsuno geschriebene und von QP:flapper illustrierte Light-Novel-Reihe MM! erschien seit dem 23. Februar 2007 bei Media Factory unter dem Imprint MF Bunko J. Von der Romanreihe wurden zehn Haupt- und zwei Nebenbände veröffentlicht. Akinari Matsuno konnte die Handlung jedoch nicht mehr abschließen. Er verstarb nach Angaben von Media Factory unerwartet am 18. April 2011. In einem Nachwort hielt Yasuji Misaka, der Leiter von MF Bunko J fest, dass es der warme und lustige Schreibstil war, welcher Matsuno viele Fans bescherte.
- MM! ISBN 978-4-8401-1777-7, 23. Februar 2007 (28. Februar 2007) (a)
- MM! 2 ISBN 978-4-8401-1856-9, 25. Mai 2007 (30. Mai 2007)
- MM! 3 ISBN 978-4-8401-2057-9, 25. Oktober 2007 (31. Oktober 2007)
- MM! 4 ISBN 978-4-8401-2145-3, 25. Februar 2008 (29. Februar 2008)
- MM! 5 ISBN 978-4-8401-2332-7, 25. Juni 2008 (30. Juni 2008)
- MM! 6 ISBN 978-4-8401-2452-2, 24. Oktober 2008 (31. Oktober 2008)
- MM! 7 ISBN 978-4-8401-2665-6, 25. Februar 2009 (28. Februar 2009)
- MM! 8 ISBN 978-4-8401-2842-1, 24. Juli 2009 (31. Juli 2009)
- MM! 8.5 ISBN 978-4-8401-3090-5, 25. November 2009 (30. November 2010) (a)
- MM! 9 ISBN 978-4-8401-3248-0, 25. März 2010 (31. März 2010)
- MM! 9.5 ISBN 978-4-8401-3425-5, 25. Juni 2010 (30. Juni 2010)
- MM! 10 ISBN 978-4-8401-3510-8, 24. September 2010 (30. September 2010)

Außerhalb Japans wird die Buchreihe in Taiwan durch Tong Li Publishing unter dem Titel MM Yi Zu (MM一族) veröffentlicht.

## Manga
Aufbauend auf der Romanreihe zeichnet Issei Hyoju eine Manga-Reihe, die seit dem 26. Juli 2008 im Magazin Monthly Comic Alive erscheint, das ebenfalls von Media Factory herausgegeben wird. Von der noch immer fortgesetzten Manga-Reihe sind bisher (Stand: 3. Oktober 2010) vier Zusammenfassungen der Kapitel als Tankōbon veröffentlicht worden.
- Bd. 1: MM! (1) ISBN 978-4-8401-2532-1, 23. Februar 2009 (28. Februar 2009) (b)
- Bd. 2: MM! (2) ISBN 978-4-8401-2906-0, 22. August 2009 (31. August 2009)
- Bd. 3: MM! (3) ISBN 978-4-8401-3301-2, 23. März 2010 (31. März 2010)
- Bd. 4: MM! (4) ISBN 978-4-8401-3373-9, 22. September 2010 (30. September 2010)

## Hörspiel
Am 24. März 2010 veröffentlichte Edge Records eine Adaption als Hörspiel.

## Anime
Das Animationsstudio Xebec griff die Handlung durch eine gleichnamige, zwölf Folgen umfassende Anime-Fernsehserie auf, die unter der Regie von Tsuyoshi Nagasawa entstand. Vom 2. Oktober 2010 bis 18. Dezember 2010 lief die Erstausstrahlung der Serie auf dem Sender AT-X. Einige Tage nach dem Beginn der Erstausstrahlung begannen ebenfalls die Sender Chiba TV, Sun TV, Tokyo MX, TV Aichi, TV Kanagawa und TV Saitama ebenfalls mit parallelen Übertragung.
Auf DVD und Blu-ray Disc werden seit dem 22. Dezember 2010 jeweils zwei Folgen im etwa monatlichen Abstand veröffentlicht.

### Synchronisation
| Rolle             | japanischer Sprecher (Seiyū) | japanischer Sprecher (Seiyū) |
| Rolle             | Hörspiel                     | Anime                        |
| ----------------- | ---------------------------- | ---------------------------- |
| Taro Sado         | Chihiro Suzuki               | Jun Fukuyama                 |
| Mio Isurugi       | Chihiro Ishiguro             | Ayana Taketatsu              |
| Arashiko Yuno     | Yui Horie                    | Saori Hayami                 |
| Tatsukichi Hayama |                              | Rina Satō                    |
| Michiru Onigawara | Hōko Kuwashima               | Rie Tanaka                   |
| Noa Hiiragi       |                              | Sayuri Yahagi                |
| Yukinojō Himura   |                              | Tsubasa Yonaga               |
| Shizuka Sado      |                              | Kana Asumi                   |
| Tomoko Sado       |                              | Sayaka Ohara                 |

### Musik
Die Hintergrundmusik zur Serie stammt von Yukari Hashimoto.
Für den Vorspann wurde für die ersten vier Folgen HELP!! -Hell side- und danach HELP!! -Heaven side- verwendet. Als Interpret ist „Mio Isurugi (Ayana Taketatsu)“ angegeben, für Heaven Side zusätzlich noch „Arashiko Yuno (Saori Hayami)“. Der Text stammt von Saori Kodama und die Musik von corin. Für den Abspann wurde für die ersten elf Folgen More-more LOVERS!! verwendet, gesungen von Natsuko Asō, getextet von Aki Hata und komponiert von Ken’ichi Maeyamada, während bei der letzten Folge Happy Birthday, my holy day gesungen von „Mio Isurugi (Ayana Taketatsu)“ gespielt wurde mit dem Text von Saori Kodama und der Musik von Yukari Hashimoto.
Innerhalb von Folge 9 wurde zudem Hallelujah Study (ハレルヤ♡スタディ, Hareruya Sutadi) eingespielt, gesungen von „Mio Isurugi (Ayana Taketatsu), Arashiko Yuno (Saori Hayami)“ mit dem Text von Saori Kodama und der Musik von Kazunori Watanabe.